# AND 1 Streetball
AND 1 Streetball est un jeu vidéo de basket-ball sorti en 2006 sur Xbox et PlayStation 2. Le jeu a été développé par Black Ops Entertainment puis édité par Ubisoft. Il possède la licence officielle AND 1, mais le premier jeu à présenter le streetball (sorte de basket urbain) est NBA Street de EA en 2001.